# Dia dos Ruivos

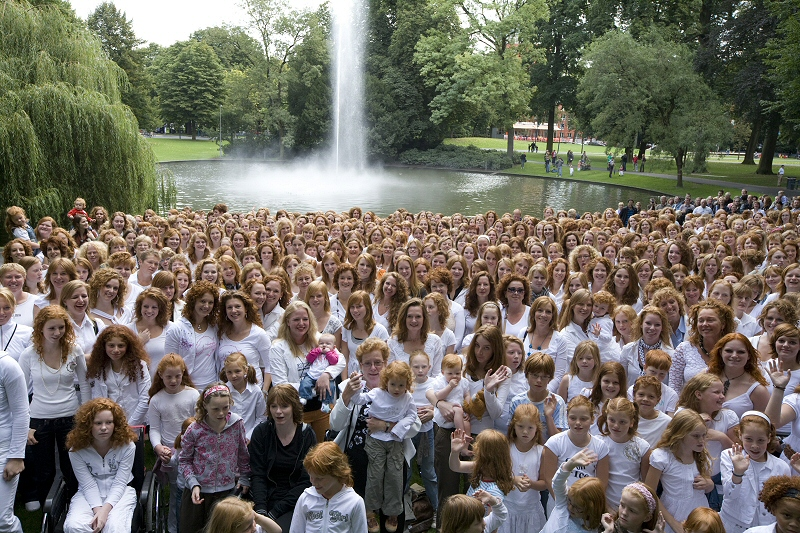
Dia dos Ruivos (2007)

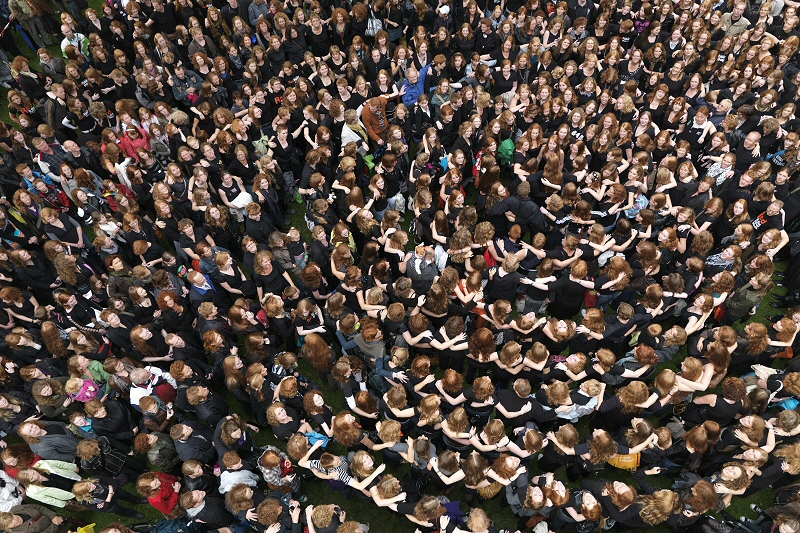
Dia dos Ruivos (2008)

O Dia dos Ruivos (em neerlandês: Roodharigendag) é um evento cultural que acontece anualmente no primeiro fim de semana do mês de setembro na cidade neerlandesa Breda.
Criado em 2005 por iniciativa do pintor Bart Rouwenhorst para pintar e tirar fotografias de pessoas que têm cabelos ruivos, o festival reuniu em 2011 mais de 2.500 ruivos de diversos países.
Além das sessões de fotografias e pinturas o evento é acompanhado por excursões turísticas pela cidade e exibições de artistas e músicos, entre outros.